# Együttes rendelet
Az együttes rendelet  a magyar jogalkotásban olyan rendelet volt, amelyet több, rendeletalkotásra jogosult minisztérium vagy más szerv együttesen adott ki. Rövidítése: e r. A sorszám mindig az együttes rendeletet kiadó minisztériumok közül az első minisztérium adott évben kiadott rendeleteinek sorszámához igazodott.
A jogalkotásról szóló (már nem hatályos) 1987. évi XI. törvény  szerint 

„26. § Ha a miniszteri rendelet más miniszter feladatkörét is érinti, a rendeletet vele együttesen vagy vele egyetértésben
kell kiadni. Véleményeltérés esetén a Kormány dönt.”

A jogalkotásról szóló hatályos 2010. évi CXXX. törvény az együttes rendelet alkotásának lehetőségét megszüntette. Helyette elrendelte, hogy a jogszabály alkotására adott felhatalmazásban meg kell határozni a felhatalmazás jogosultját, tárgyát és kereteit. Ha a miniszteri rendelet esetében a felhatalmazásban adott jogalkotási jogosultság nem önálló, a felhatalmazásban az egyetértési jog jogosultját is meg kell jelölni. Miniszteri rendelet kiadására adott jogszabályi felhatalmazásban a felhatalmazás jogosultját feladatkör szerint kell megjelölni.
A 2010. évi CXXX.  törvény hatálybalépését megelőzően kiadott együttes rendeletek hatályukban fennmaradtak, ezek módosítására és hatályon kívül helyezésére – az 5. § (1) bekezdése szerint – felhatalmazással rendelkező miniszter az egyetértési jog jogosultjának egyetértésével jogosult.